# یمزلی میانی
یمزلی میانی (ترکی آذربایجانی: Orta Yeməzli) یک منطقهٔ مسکونی در جمهوری آرتساخ است که در استان کاشاتاق واقع شده‌است.